# Floscopa gossweileri
Floscopa gossweileri är en himmelsblomsväxtart som beskrevs av Alberto Judice Leote Cavaco. Floscopa gossweileri ingår i släktet Floscopa och familjen himmelsblomsväxter. Inga underarter finns listade.